# Justin Lamoureux
Justin Lamoureux (* 26. August 1976 in Red Bank) ist ein ehemaliger kanadischer Snowboarder.

## Werdegang
Lamoureux absolvierte seinen ersten FIS-Snowboard-Weltcup im Dezember 1997 in Whistler, welchen er aber nicht beendete. Bei den Snowboard-Weltmeisterschaften 2001 in Madonna di Campiglio belegte er den 47. Platz im Snowboardcross. Im Dezember 2002 kam er in Stoneham mit dem dritten Platz in der Halfpipe erstmals im Weltcup aufs Podest und unter die ersten Zehn. Bei den Snowboard-Weltmeisterschaften 2005 in Whistler gewann er die Silbermedaille in der Halfpipe. Zudem errang er den 31. Platz im Big-Air-Wettbewerb. Im folgenden Jahr kam er bei den Olympischen Winterspielen 2006 in Turin auf den 21. Platz in der Halfpipe. Bei den Snowboard-Weltmeisterschaften 2007 in Arosa gelang ihn der 15. Platz in der Halfpipe. Im Jahr 2009 und 2010 wurde er bei den Burton Canadian Open in Calgary jeweils Zweiter in der Halfpipe. Bei den Snowboard-Weltmeisterschaften 2009 in Gangwon belegte er den 45. Platz im Big Air und den fünften Rang in der Halfpipe. In der Saison 2009/10 kam er bei allen vier Weltcupteilnahmen unter die ersten Fünf. Dabei errang er in Calgary den zweiten und in La Molina den dritten Platz jeweils in der Halfpipe und gewann damit zum Saisonende den Halfpipeweltcup. Im Gesamtweltcup belegte er den 16. Platz. Bei den Olympischen Winterspielen 2010 in Vancouver wurde er Siebter. Im folgenden Jahr erreichte er bei den Snowboard-Weltmeisterschaften 2011 in La Molina den 18. Platz in der Halfpipe. Seinen letzten Wettbewerb bestritt er im Januar 2013 bei den Snowboard-Weltmeisterschaften in Stoneham und errang dabei den 32. Platz in der Halfpipe.
Lamoureux nahm an 69 Weltcups teil und kam dabei 22-mal unter die ersten Zehn. Im Jahr 1999, 2001 und 2006 wurde er kanadischer Meister in der Halfpipe.

## Weltcup-Gesamtplatzierungen
| Saison    | Gesamt | Gesamt | Halfpipe | Halfpipe |
| Saison    | Punkte | Platz  | Punkte   | Platz    |
| --------- | ------ | ------ | -------- | -------- |
| 1998/99   | 28     | 127.   | 220      | 60.      |
| 1999/2000 | 40     | 121.   | 390      | 46.      |
| 2000/01   | 101    | 80.    | 618      | 36.      |
| 2001/02   | -      | -      | 420      | 56.      |
| 2002/03   | -      | -      | 872      | 23.      |
| 2003/04   | -      | -      | 1405     | 14.      |
| 2004/05   | -      | -      | 1190     | 15.      |
| 2005/06   | 1141   | 83.    | 1141     | 25.      |
| 2006/07   | 1190   | 55.    | 1190     | 16.      |
| 2007/08   | 1570   | 54.    | 1570     | 9.       |
| 2008/09   | 1397   | 54.    | 1397     | 11.      |
| 2009/10   | 2400   | 16.    | 2400     | 1.       |
| 2010/11   | -      | -      | 550      | 26.      |
| 2011/12   | -      | -      | 260      | 39.      |
| 2012/13   | -      | -      | 35       | 76.      |